# Introgresja
Introgresja – długofalowy proces polegający na włączaniu puli genów jednego gatunku do puli genów innego gatunku poprzez krzyżowanie hybrydy międzygatunkowej z jednym z jego rodziców. Może doprowadzić do specjacji. Występuje częściej u roślin niż u zwierząt i tłumaczy sukces ewolucyjny i znaczny udział w świecie roślin gatunków poliploidalnych (30%–70% okrytonasiennych i 95% paproci). Do gatunków zwierzęcych powstałych w ten sposób należy żaba wodna. Termin został wprowadzony przez amerykańskiego botanika Edgara Andersona.

## UHomo
Współcześnie uważa się, że w kształtowaniu się dzisiejszego człowieka znaczącą rolę odgrywały liczne introgresje między Homo sapiens, a innymi archaicznymi odmianami ludzkimi.